# Scotiptera pellucida
Scotiptera pellucida är en tvåvingeart som först beskrevs av Robineau-desvoidy 1830.  Scotiptera pellucida ingår i släktet Scotiptera och familjen parasitflugor. Inga underarter finns listade i Catalogue of Life.